# Śmiertelna Struga
Śmiertelna Struga – rów wodny w powiecie częstochowskim, lewy dopływ Wiercicy o długości 2,83 km. Źródło ma koło Śmiertnego Dębu-Leśniczówki, natomiast ujście w Juliance.